# 辽宁华锦通达化工
辽宁华锦通达化工股份有限公司 （深交所：000059）是中国深圳证券交易所的一家上市公司，成立于1997年1月23日，业务范围包括：无机化工产品、石油及石油化工产品生产、储存销售；塑料制品、建安工程、压力容器制造、普通货物运输。公司总股本为120050.637万股（2011年）。
公司总部位于辽宁省盘锦市双台子区红旗大街，法人代表为刘云文。